# Sclaveni

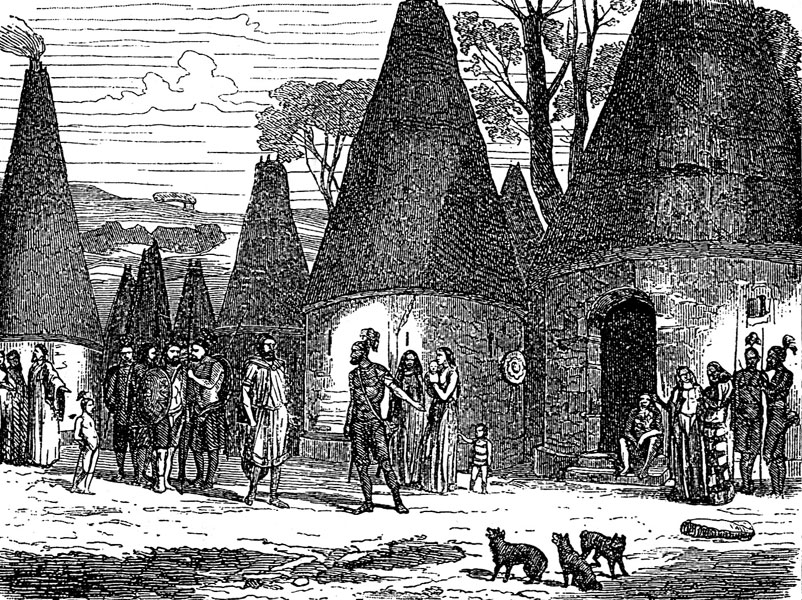
Illustration av Sclaveni

Sclaveni (latin) eller Sklabenoi (grekiska) var de stammar av tidiga slaver som invaderade och befolkade Balkanhalvön under den Slaviska migrationen till Balkanhalvön under 500- och 600-talet, och betraktas som anfäderna till den senare slaviska befolkningen på Balkan.
De beskrevs av krönikörer från Bysantinska riket som åtskilda från Antes and vender (västslaver), även om de alla beskrivs som slaver. 
Sclaveni accepterade så småningom bysantinskt och frankiskt övervälde, och övergick till kristendomen. Termen användes fram till att de slaviska stammarnas egna namn började separera dem under 900-talet.